# 际头石牌坊群
际头石牌坊群，俗称石坊岔，位于中国福建省屏南县棠口乡际头村，包括有10座贞节石牌坊，夹古道而立。最早的建于乾隆五十七年（1792年），最晚的建于光绪十四年（1888年）。有一间二柱二楼式，三间四柱三楼式两种，通高约6米，通宽3.1－4.9米不等。坊额上方竖镶“圣旨”，正中则有“彤映崇徽”等大字匾，下方有皇清旌表等字样。
2009年11月16日公布为第七批福建省文物保护单位。